# Lester Boone
Lester Boone (* 8. Dezember 1904 in Tuskegee (Alabama); † 4. Juli 1989 in New York City) war ein US-amerikanischer Jazzmusiker (Altsaxophon, Baritonsaxophon, Klarinette)
Boone studierte am Illinois College of Music und begann seine Karriere in Chicago in den Bands von Alex Calamese, Charlie Elgar (1927), Clarence Black und Carroll Dickerson. Ende der 1920er-Jahre spielte er in Albert Wynn's Creole Jazz Band und wirkte bei dessen Aufnahmen für Vocalion Records mit („Down by the Levee“). In den folgenden Jahren arbeitete er u. a. mit Harry Dial, Earl Hines (1928/29) und Louis Armstrong (1931/32, „When It's Sleepy Time Down South“, Solo auf I got rhythm mit Einführung von Armstrong 1931, Okeh 41534) ferner mit Jerome Carrington, Kaiser Marshall (New York, 1935 und davor), Eubie Blake Orchestry, Willie Bryant, der Mills Blue Rhythm Band (New York 1933) und Jelly Roll Morton (1936), Cliff Jackson (1937) in New York mit Hot Lips Page und Eddie South (Ende 1930er Chicago, New York). 1940 trat er mit eigener Band auf. 1941 begleitete er Billie Holiday („Am I Blue?“ Decca 1941). Er spielte mit Leon Abbey und danach mit eigenen Bands im Raum New York.
Nach Tom Lord war er zwischen 1928 und 1941 an 24 Aufnahmesessions beteiligt. Von den späten 1940er bis in die 1960er Jahre arbeitete er in New York mit eigenen Bands (u. a. mit Everett Barksdale) in Clubs wie dem Harvey's und der Lucky Bar.